# جون مارشال هارلان
جون مارشال هارلان (بالإنجليزية: John Marshall Harlan)‏ (و. 1833 – 1911 م) هو محامي، وقاضي من الولايات المتحدة الأمريكية . ولد في مقاطعة بويل (كنتاكي) .
وهو عضو في الحزب الجمهوري .
توفي في واشنطن العاصمة .

## روابط خارجية
- جون مارشال هارلان على موقع الموسوعة البريطانية (الإنجليزية)
- جون مارشال هارلان على موقع إن إن دي بي (الإنجليزية)